# Kanton Dijon-5
Kanton Dijon-5 (francouzsky Canton de Dijon-5) je francouzský kanton v departementu Côte-d'Or v regionu Burgundsko. Tvoří ho osm obcí.

## Obce kantonu
- Corcelles-les-Monts
- Dijon (část)
- Flavignerot
- Fleurey-sur-Ouche
- Lantenay
- Pasques
- Prenois
- Velars-sur-Ouche